# 기타구 (사이타마시)
기타구(일본어: 北区)는 일본 사이타마현 사이타마시를 이루는 10개 구 중 하나이다. 동쪽으로 미누마구, 남쪽으로 오미야구, 서쪽으로 니시구와 접하고 북쪽으로 아게오시와 접한다.

## 역사
2001년 5월 1일까지 오미야시의 북부였으며, 오미야시가 이웃한 우라와시, 요노시와 합쳐져 사이타마시를 이루었다. 2003년 4월 1일에 사이타마는 정령지정도시가 되었고 기타구가 설치되었다.

## 교통

### 철도
- 동일본 여객철도
  - 다카사키선
  - 도호쿠 본선(우쓰노미야선)
  - 가와고에선

- 사이타마 신도시 교통
  - 이나선

### 도로
- 국도 16호선
- 국도 17호선